# Herzogtum Salzburg
Das Herzogtum Salzburg (1849–1918) entstand aus dem Erzstift Salzburg, dem nachfolgenden Kurfürstentum Salzburg und dem Salzachkreis. 1805 bis 1809 bildete das Gebiet den Salzachkreis des Kaiserthums Österreichs, von 1810 bis Ende 1815 des Königreichs Bayern, ab 1816 dann wieder den Salzachkreis des österreichischen Landes Österreich ob der Enns, bis es 1849 zu einem selbständigen Kronland Salzburg erhoben wurde. Aus ihm bildete sich 1918 das Bundesland Salzburg. Herzogtum wurde Salzburg im 19. Jahrhundert nicht wirklich genannt. Vielmehr war der Titel des „Herzogs von Salzburg“ einer von zahllosen Titeln, die der Verherrlichung des Kaisers dienen sollten. Politisch hatte dieser Titel keine unmittelbare Auswirkung auf die jeweilige Verwaltung jenes Raumes, der heute Land Salzburg genannt wird.

## Geschichte
Das Erzstift wurde durch den Reichsdeputationshauptschluss als Territorium des Heiligen Römischen Reiches in ein weltliches Kurfürstentum umgewandelt und zusammen mit den ebenfalls vormals kirchlichen und nun säkularisierten Territorien der Fürstpropstei Berchtesgaden, des Hochstifts Eichstätt und einem Teil des Hochstifts Passau an den Habsburger Großherzog der Toskana Ferdinand III. übergeben. Ferdinand wurde damit für das 1802 auf Druck des siegreichen Napoleon Bonaparte mit dem Vertrag von Paris von ihm an Ludwig von Parma abgetretene Großherzogtum Toskana entschädigt. Nach der Abdankung von Erzbischof Graf Hieronymus Colloredo am 11. Februar 1803 erhielt Ferdinand am 25. Februar 1803 die Kurwürde.

Wappen Kur Salzburg; Hauptschild: 1+2: Erzbistum Salzburg; 3: Bistum Eichstätt; 4: Bistum Passau; 5: Propstei Berchtesgaden; Mittelschild: 1: Alt-Ungarn; 2: Neu-Ungarn; 3: Königreich Böhmen; 4: Gefürstete Grafschaft Tirol; 5: Grossherzogtum Toscana; 6: Herzogtum Lothringen; 7: Habsburg; Herzschild: Österreich

Mit dem Frieden zu Pressburg ging Salzburg Ende 1805 an das Kaisertum Österreich, jedoch ohne Eichstätt und Passau, die beide nach drei Regentschaftsjahren des Kurfürsten dem Königreich Bayern angegliedert wurden. Mit dem zeitgleichen Ende des Heiligen Römischen Reichs wurde auch die Kurfürstenwürde hinfällig, die ein Wahlamt zur Römisch-deutschen Königswürde war, und Salzburg 1806 zu einer österreichischen Provinz. Der formelle Titel einer Herzogswürde gelangte an den Kaiser von Österreich (zu der Zeit Ferdinands Bruder Franz II./I.) und wurde auch in dessen Titel geführt. Ferdinand hingegen wurde mit dem Großherzogtum Würzburg entschädigt.
Nach dem Frieden von Schönbrunn wurde das Herzogtum Salzburg 1809 Teil des napoleonischen Frankreich und mit der Neuordnung Europas 1810 Teil des Königreichs Bayern, wo es mit Kitzbühel, Traunstein und Ried im Innkreis den Salzachkreis bildete.
Nach dem Pariser Frieden von 1814 ging es 1816 durch den Vertrag von München in großen Teilen wieder an Österreich zurück. Der Rupertiwinkel am linken Salzachufer wie auch Berchtesgaden verblieben bei Bayern. Davon abgesehen wurde Salzburg als fünfter Kreis dem Land Österreich ob der Enns angegliedert. Der Raum um das Zillertal und um das Defreggental gingen an Tirol. Die Stadt Friesach war bereits 1803 an Kärnten abgetreten worden. 1824 wurde das Erzbistum Salzburg als rein geistliche Organisationseinheit errichtet. Auf den Titel Fürsterzbischof verzichtete Erzbischof Andreas Rohracher erst 1951, nachdem der Gebrauch dieses Titels sowie die Verwendung der damit verbundenen weltlichen Würdezeichen (wie Fürstenhut und -mantel) durch Papst Pius XII. abgeschafft worden war.
1849 wurde der Salzachkreis des Landes Oberösterreich (Österreich ob der Enns) zu einem selbstständigen österreichischen Kronland, das jedoch noch bis 1854 von Linz aus verwaltet wurde. Es bestand wie die anderen österreichischen Kronländer bis zum Zerfall der Doppelmonarchie Österreich-Ungarn am Ende des Ersten Weltkriegs und hatte in dieser Zeitspanne drei Strukturwechsel vollzogen.

## Landesherren Salzburgs
Kurfürst von Salzburg:
- 1803–1805: Ferdinand III. von Österreich-Toskana
- (1805: Französische Militärverwaltung)

Träger des Titels „Herzog von Salzburg“:
- 1805–1809: Franz, Kaiser von Österreich (I.) etc.
- (1809–1810: Französische Militärverwaltung)
- (1810–1816: Maximilian Joseph, König in Bayern (I.); Generalgouverneur des Salzachkreises: Kronprinz Ludwig)
- 1816–1835: Franz, Kaiser von Österreich (erneut, das heutige Salzburg war als „Salzachkreis“ ein Teil Österreichs ob der Enns)
- 1835–1848: Ferdinand, Kaiser von Österreich (I.) etc. (das heutige Salzburg war als „Salzachkreis“ ein Teil Österreichs ob der Enns)
- 1848–1916: Franz Joseph, Kaiser von Österreich (I.), Apostolischer König von Ungarn (I.) etc.
- 1916–1918: Karl, Kaiser von Österreich (I.), König von Ungarn (IV.) etc.

Obere Beamtenschaft: 